# Copa Mundial Junior de Hockey Femenino de 2021
La Copa Mundial Junior de Hockey Femenino de 2021 fue la novena edición del torneo. Se realizó entre el 1 y el 12 de abril de 2022 en Potchefstroom, Sudáfrica, siendo la primera vez que se organizó en África.
El certamen se iba a realizar del 5 al 16 de diciembre de 2021, pero debido a la pandemia de COVID-19 debió posponerse.
Países Bajos conquistó su cuarto título mundial luego de imponerse en la final ante Alemania por 3-1.

## Formato
Las 15 selecciones participantes fueron divididas en tres grupos de cuatro y uno de tres equipos cada uno. En cada grupo se enfrentaron por el sistema de todos contra todos, a una rueda.
Pasaron a la fase final los dos mejores de cada grupo. En esta fase se jugaron cuartos de final, semifinales y final mediante el sistema de eliminación directa hasta quedar un equipo que se consagró como campeón del torneo. Los equipos ubicados en los terceros y cuartos lugares de cada grupo, disputaron sus posiciones finales del 9º al 15 º puesto.

## Árbitras
Las árbitras seleccionadas para el torneo fueron las siguientes:
| - AMOROSINI Ilaria - BALJON Lisette - BOCKELMANN Sophie - CALDERÓN Gema - EL HAJEM Ines - KEOGH Alison - KIM Yoon Seon | - LOCATELLI Maria - MAKAR Ivona - MARTIN-SCHMETS Céline - MONTESINO Catalina - PAZOS Victoria - VENTER Wanri - WOODCOCK Rebecca |

## Fase de grupos

### Grupo A
| Equipo         | J | G | E | P | GF | GC | Pts |
| -------------- | - | - | - | - | -- | -- | --- |
| Países Bajos   | 3 | 3 | 0 | 0 | 38 | 0  | 9   |
| Estados Unidos | 3 | 2 | 0 | 1 | 9  | 9  | 6   |
| Zimbabue       | 3 | 1 | 0 | 2 | 2  | 24 | 3   |
| Canadá         | 3 | 0 | 0 | 3 | 1  | 17 | 0   |

|  | Avanzan a cuartos de final. |  | Jugarán por el 9º puesto. |

| 1 de abril | Países Bajos                                                                                      | 9:0     | Estados Unidos |                                    |                                    |
|            | Fokke 4', 34', 51' · Omrani 12' · De Baat 15' · Dicke 15' · Fernig 40' · Jochems 56' · Winter 59' | Reporte |                | Árbitra: Alison Keogh Wanri Venter | Árbitra: Alison Keogh Wanri Venter |

| 1 de abril | Canadá    | 1:2     | Zimbabue                    |                                      |                                      |
|            | Sajko 58' | Reporte | 5' A. Terblanche · 24' Pope | Árbitra: Kim Yoon Seon Ines El Hajem | Árbitra: Kim Yoon Seon Ines El Hajem |

| 2 de abril | Estados Unidos                         | 5:0     | Zimbabue |                                             |                                             |
|            | De Vries 23' · Rose 39', 42', 48', 55' | Reporte |          | Árbitra: Ilaria Amorosini Sophie Bockelmann | Árbitra: Ilaria Amorosini Sophie Bockelmann |

| 2 de abril | Canadá | 0:11    | Países Bajos                                                                              |                                           |                                           |
|            |        | Reporte | Winter 5' · Dicke 7', 37', 44', 48' · Fokke 13', 32', 53' · De Wit 29' · Beetsma 30', 52' | Árbitra: Catalina Montesino Gema Calderón | Árbitra: Catalina Montesino Gema Calderón |

| 4 de abril | Países Bajos | 18:0    | Zimbabue |                                         |                                         |
|            | Fokke 3', 26' · Dicke 16', 18', 24', 29', 60' · Omrani 16', 34', 52' · Beetsma 19' · Steensma 23', 33', 52' · Murray 32', 41' · Rozemeijer 34' · Winter 59' | Reporte |          | Árbitra: Maria Locatelli Victoria Pazos | Árbitra: Maria Locatelli Victoria Pazos |

| 4 de abril | Estados Unidos                                    | 4:0     | Canadá |                                          |                                          |
|            | Donelly 8' · Ramsey 42' · Rose 51' · Peterson 57' | Reporte |        | Árbitra: Rebecca Woodcock Lisette Baljon | Árbitra: Rebecca Woodcock Lisette Baljon |

### Grupo B
| Equipo     | J | G | E | P | GF | GC | Pts |
| ---------- | - | - | - | - | -- | -- | --- |
| Inglaterra | 2 | 2 | 0 | 0 | 5  | 1  | 6   |
| Sudáfrica  | 2 | 1 | 0 | 1 | 1  | 3  | 3   |
| Irlanda    | 2 | 0 | 0 | 2 | 1  | 3  | 0   |

|  | Avanzan a cuartos de final. |  | Jugará por el 9º puesto. |

| 1 de abril | Inglaterra                      | 3:0     | Sudáfrica |                                        |                                        |
|            | Mackenzie 13', 56' · Giglio 45' | Reporte |           | Árbitra: Lisette Baljon Victoria Pazos | Árbitra: Lisette Baljon Victoria Pazos |

| 2 de abril | Irlanda   | 1:2     | Inglaterra             |                                            |                                            |
|            | Perdue 4' | Reporte | 9' Giglio · 43' McCabe | Árbitra: Ivona Makar Céline Martin-Schmets | Árbitra: Ivona Makar Céline Martin-Schmets |

| 4 de abril | Sudáfrica   | 1:0     | Irlanda |                                          |                                          |
|            | Du Toit 30' | Reporte |         | Árbitra: Kim Yoon Seon Sophie Bockelmann | Árbitra: Kim Yoon Seon Sophie Bockelmann |

### Grupo C
| Equipo        | J | G | E | P | GF | GC | Pts |
| ------------- | - | - | - | - | -- | -- | --- |
| Argentina     | 3 | 3 | 0 | 0 | 14 | 0  | 9   |
| Corea del Sur | 3 | 1 | 0 | 2 | 1  | 3  | 3   |
| Uruguay       | 3 | 1 | 0 | 2 | 1  | 5  | 3   |
| Austria       | 3 | 1 | 0 | 2 | 1  | 9  | 3   |

|  | Avanzan a cuartos de final. |  | Jugarán por el 9º puesto. |

| 1 de abril | Corea del Sur | 1:0     | Uruguay |                                       |                                       |
|            | Jung 56'      | Reporte |         | Árbitra: Rebecca Woodcock Ivona Makar | Árbitra: Rebecca Woodcock Ivona Makar |

| 1 de abril | Argentina                                                                            | 8:0     | Austria |                                                 |                                                 |
|            | Pacheco 5', 50', 57' · Adorno 7' · V. Raposo 30', 55' · Pagella 44' · Bruggesser 48' | Reporte |         | Árbitra: Céline Martin-Schmets Ilaria Amorosini | Árbitra: Céline Martin-Schmets Ilaria Amorosini |

| 3 de abril | Austria | 0:1     | Uruguay   |                                            |                                            |
|            |         | Reporte | Vidal 55' | Árbitra: Catalina Montesino Victoria Pazos | Árbitra: Catalina Montesino Victoria Pazos |

| 3 de abril | Corea del Sur | 0:2     | Argentina                  |                                         |                                         |
|            |               | Reporte | 4' Pacheco · 23' V. Raposo | Árbitra: Wanri Venter Sophie Bockelmann | Árbitra: Wanri Venter Sophie Bockelmann |

| 5 de abril | Austria    | 1:0     | Corea del Sur |                                        |                                        |
|            | Herzog 56' | Reporte |               | Árbitra: Maria Locatelli Ines El Hajem | Árbitra: Maria Locatelli Ines El Hajem |

| 5 de abril | Argentina                                             | 4:0     | Uruguay |                                     |                                     |
|            | Pagella 9' · V. Raposo 13' · Adorno 21' · Andrade 60' | Reporte |         | Árbitra: Alison Keogh Gema Calderón | Árbitra: Alison Keogh Gema Calderón |

### Grupo D
| Equipo   | J | G | E | P | GF | GC | Pts |
| -------- | - | - | - | - | -- | -- | --- |
| India    | 3 | 3 | 0 | 0 | 11 | 2  | 9   |
| Alemania | 3 | 2 | 0 | 1 | 19 | 2  | 6   |
| Gales    | 3 | 0 | 1 | 2 | 4  | 16 | 1   |
| Malasia  | 3 | 0 | 1 | 2 | 3  | 17 | 1   |

|  | Avanzan a cuartos de final. |  | Jugarán por el 9º puesto. |

| 2 de abril | India                                                             | 5:1     | Gales     |                                           |                                           |
|            | Lalremsiami 4' · Lalrindiki 32', 57' · Khan 41' · Deepika Jr. 58' | Reporte | 26' Holme | Árbitra: Maria Locatelli Rebecca Woodcock | Árbitra: Maria Locatelli Rebecca Woodcock |

| 2 de abril | Alemania | 10:0    | Malasia |                                      |                                      |
|            | Kresken 6', 10', 22' · Stoffelsma 23', 43' · Fleschütz 40' · Strauss 41' · Bleuel 47' · Neumann 54' · Schwabe 60' | Reporte |         | Árbitra: Alison Keogh Lisette Baljon | Árbitra: Alison Keogh Lisette Baljon |

| 3 de abril | Malasia                                 | 3:3     | Gales                               |                                         |                                         |
|            | Elizaberth Anak 15' · Zulkifli 34', 38' | Reporte | 24' Howell · 52' Hill · 54' Preston | Árbitra: Ines El Hajem Ilaria Amorosini | Árbitra: Ines El Hajem Ilaria Amorosini |

| 3 de abril | India                     | 2:1     | Alemania   |                                              |                                              |
|            | Lalremsiami 2' · Khan 25' | Reporte | 57' Bleuel | Árbitra: Gema Calderón Céline Martin-Schmets | Árbitra: Gema Calderón Céline Martin-Schmets |

| 5 de abril | Malasia | 0:4     | India                           |                                         |                                         |
|            |         | Reporte | 10', 26', 59' Khan · 11' Kumari | Árbitra: Ivona Makar Catalina Montesino | Árbitra: Ivona Makar Catalina Montesino |

| 5 de abril | Alemania                                                                             | 8:0     | Gales |                                     |                                     |
|            | Fleschütz 3', 41' · Schwabe 7' · Sippel 7', 60' · Neumann 47' · Heinz 56' · Kurz 60' | Reporte |       | Árbitra: Kim Yoon Seon Wanri Venter | Árbitra: Kim Yoon Seon Wanri Venter |

## Ronda consuelo

### Del 9º al 16º
| 7 de abril | Gales                                              | 0:0 (3:4 p.)               | Austria                                              |                                          |                                          |
|            |                                                    | Reporte                    |                                                      | Árbitra: Gema Calderón Sophie Bockelmann | Árbitra: Gema Calderón Sophie Bockelmann |
|            |                                                    | Tiros desde el punto penal |                                                      |                                          |                                          |
|            | Preston Goodman Holme Daniel Drysdale ____ Goodman |                            | Felber Herzog Kern Proksch Klausbruckner ____ Herzog |                                          |                                          |

| 7 de abril | Irlanda                                                                 | 6:1     | Canadá     |                                       |                                       |
|            | Kelly 1' · Hamill 11' · O'Brien 13' · Perdue 24' · Paul 26' · Pratt 39' | Reporte | 58' Berger | Árbitra: Maria Locatelli Wanri Venter | Árbitra: Maria Locatelli Wanri Venter |

| 7 de abril | Uruguay     | 1:2     | Malasia                    |                                          |                                          |
|            | Civetta 35' | Reporte | 53' S. Mohd · 54' Zulkifli | Árbitra: Victoria Pazos Rebecca Woodcock | Árbitra: Victoria Pazos Rebecca Woodcock |

### Cruces del 13º al 16º
| 9 de abril | Canadá     | 1:4     | Uruguay                                     |                                     |                                     |
|            | Berger 59' | Reporte | 33' Oliveros · 36', 46' Civetta · 55' Vidal | Árbitra: Lisette Baljon Ivona Makar | Árbitra: Lisette Baljon Ivona Makar |

#### Decimotercer puesto
| 11 de abril | Gales   | 1:5     | Uruguay                                             |                                        |                                        |
|             | Wood 3' | Reporte | 7', 59' Vidal · 30' Civetta · 40' Diaz · 54' Dieste | Árbitra: Ines El Hajem Maria Locatelli | Árbitra: Ines El Hajem Maria Locatelli |

### Cruces del 9º al 12º
| 9 de abril | Zimbabue | 0:1     | Austria   |                                     |                                     |
|            |          | Reporte | 55' Bauer | Árbitra: Alison Keogh Ines El Hajem | Árbitra: Alison Keogh Ines El Hajem |

| 9 de abril | Irlanda                | 2:1     | Malasia      |                                                 |                                                 |
|            | Kelly 14' · Perdue 60' | Reporte | 47' Zulkifli | Árbitra: Ilaria Amorosini Céline Martin-Schmets | Árbitra: Ilaria Amorosini Céline Martin-Schmets |

#### Undécimo puesto
| 11 de abril | Zimbabue                      | 2:7     | Malasia                                                                               |                                          |                                          |
|             | Elijah 2' · A. Terblanche 15' | Reporte | 10' S. Mohd · 22' Effarizal · 23', 48' Zulkifli · 39' Azhar · 41' Abang · 53' K. Mohd | Árbitra: Victoria Pazos Rebecca Woodcock | Árbitra: Victoria Pazos Rebecca Woodcock |

#### Noveno puesto
| 11 de abril | Austria | 0:4     | Irlanda                                            |                                           |                                           |
|             |         | Reporte | 36' O'Brien · 45' Mulcahy · 51' Pratt · 59' Hamill | Árbitra: Lisette Baljon Sophie Bockelmann | Árbitra: Lisette Baljon Sophie Bockelmann |

## Ronda campeonato

### Cuartos de final
| 8 de abril | India                                  | 3:0     | Corea del Sur |                                          |                                          |
|            | Khan 11' · Lalrindiki 15' · Kumari 41' | Reporte |               | Árbitra: Lisette Baljon Ilaria Amorosini | Árbitra: Lisette Baljon Ilaria Amorosini |

| 8 de abril | Países Bajos                                | 5:0     | Sudáfrica |                                              |                                              |
|            | Dicke 4', 15' · Omrani 44' · Fokke 45', 57' | Reporte |           | Árbitra: Ines El Hajem Céline Martin-Schmets | Árbitra: Ines El Hajem Céline Martin-Schmets |

| 8 de abril | Inglaterra              | 2:1     | Estados Unidos |                                      |                                      |
|            | Giglio 17' · Axford 44' | Reporte | 3' Sessa       | Árbitra: Gema Calderón Kim Yoon Seon | Árbitra: Gema Calderón Kim Yoon Seon |

| 8 de abril | Argentina     | 1:4     | Alemania                                              |                                   |                                   |
|            | Cerúndolo 25' | Reporte | 11' Heinz · 18' Sippel · 23' Stoffelsma · 27' Kresken | Árbitra: Ivona Makar Alison Keogh | Árbitra: Ivona Makar Alison Keogh |

### Cruces del 5º al 8º
| 10 de abril | Estados Unidos | 0:2     | Argentina                 |                                      |                                      |
|             |                | Reporte | 23' Guggini · 51' Manuele | Árbitra: Kim Yoon Seon Gema Calderón | Árbitra: Kim Yoon Seon Gema Calderón |

| 10 de abril | Sudáfrica | 0:1     | Corea del Sur |                                          |                                          |
|             |           | Reporte | 25' Choi      | Árbitra: Victoria Pazos Ilaria Amorosini | Árbitra: Victoria Pazos Ilaria Amorosini |

#### Séptimo puesto
| 12 de abril | Sudáfrica                           | 3:2     | Estados Unidos         |                                        |                                        |
|             | Wood 7' · Du Toit 12' · Le Roux 33' | Reporte | 38' Varney · 51' Tamer | Árbitra: Maria Locatelli Kim Yoon Seon | Árbitra: Maria Locatelli Kim Yoon Seon |

#### Quinto puesto
| 12 de abril | Corea del Sur | 0:10    | Argentina |                                     |                                     |
|             |               | Reporte | 12' Adorno · 17' Cairo · 30' Pagella · 38', 55' Santamarina · 43' Cerúndolo · 43' Andrade · 51' Pacheco · 52' Bruggesser · 55' Manuele | Árbitra: Gema Calderón Wanri Venter | Árbitra: Gema Calderón Wanri Venter |

### Semifinales
| 10 de abril | Países Bajos                        | 3:0     | India |                                             |                                             |
|             | Beetsma 12' · Fokke 53' · Dicke 54' | Reporte |       | Árbitra: Sophie Bockelmann Rebecca Woodcock | Árbitra: Sophie Bockelmann Rebecca Woodcock |

| 10 de abril | Inglaterra | 0:8     | Alemania                                                                                  |                                             |                                             |
|             |            | Reporte | 7', 35', 36' Neumann · 9' Kurz · 12' Fleschütz · 25' Heinz · 57' Schwabe · 60' Stoffelsma | Árbitra: Wanri Venter Céline Martin-Schmets | Árbitra: Wanri Venter Céline Martin-Schmets |

#### Tercer puesto
| 12 de abril | India            | 2:2 (0:3 p.)               | Inglaterra             |                                           |                                           |
|             | Khan 21', 47'    | Reporte                    | 18' Giglio · 58' Swain | Árbitra: Lisettte Baljon Ilaria Amorosini | Árbitra: Lisettte Baljon Ilaria Amorosini |
|             |                  | Tiros desde el punto penal |                        |                                           |                                           |
|             | Devi Kumari Tete |                            | Curtis Swain Axford    |                                           |                                           |

#### Final
| 12 de abril | Países Bajos                           | 3:1     | Alemania    |                                   |                                   |
|             | Van der Veerdonk 7' · Beetsma 34', 44' | Reporte | 32' Schwabe | Árbitra: Alison Keogh Ivona Makar | Árbitra: Alison Keogh Ivona Makar |

|                                 |
| Bandera de los Países Bajos     |
| Campeón Países Bajos 4.º título |

## Posiciones finales
| Posición | Equipo         |
| -------- | -------------- |
| 1        | Países Bajos   |
| 2        | Alemania       |
| 3        | Inglaterra     |
| 4        | India          |
| 5        | Argentina      |
| 6        | Corea del Sur  |
| 7        | Sudáfrica      |
| 8        | Estados Unidos |
| 9        | Irlanda        |
| 10       | Austria        |
| 11       | Malasia        |
| 12       | Zimbabue       |
| 13       | Uruguay        |
| 14       | Gales          |
| 15       | Canadá         |

## Premios
| Premio              | Ganadora      |
| ------------------- | ------------- |
| Máxima goleadora    | Jip Dicke     |
| Jugadora del torneo | Stine Kurz    |
| Arquera del torneo  | Mali Wichmann |

Fuente: